# Список заслуженных мастеров спорта России по самбо

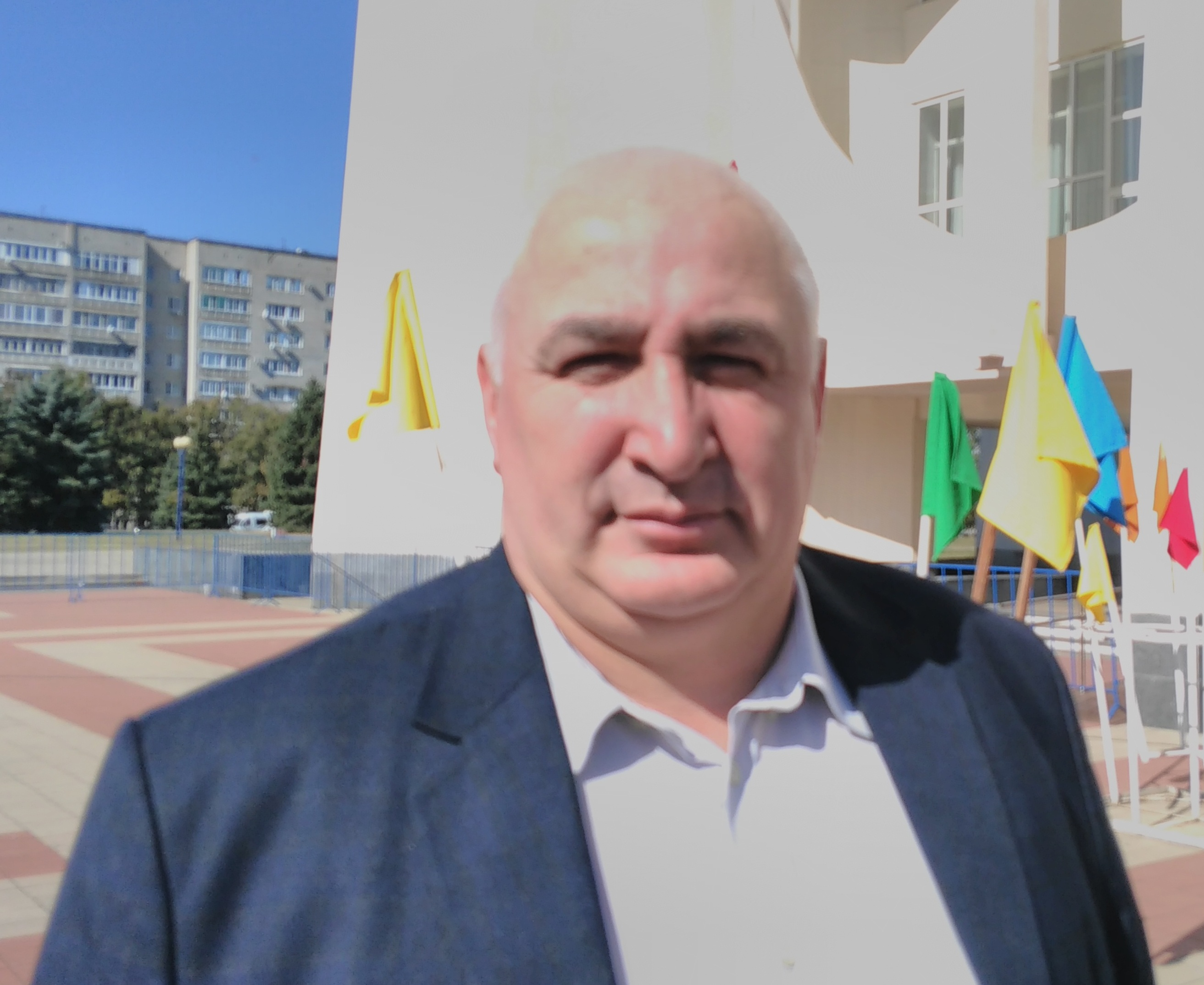
Мурат Хасанов — самый титулованный самбист в мире.

Заслуженный мастер спорта России — почётное спортивное звание России, введённое в конце 1992 года. Вопросы принятия положения о звании, присвоения и лишения звания решаются федеральным органом по управлению физической культурой и спортом России (в настоящее время — Министерство спорта Российской Федерации).

## 1992
- Архипов, Алексей Валерьевич;
- Игрушкин, Николай Анатольевич;

## 1993
- Дикиев, Хасмагомед Магомедович;
- Дунаев, Александр Викторович;
- Блудова, Инна Николаевна;
- Румянцев, Владимир Владимирович;
- Фёдорова, Татьяна Николаевна;
- Шуклина, Ольга Александровна;

## 1994
- Агамирян, Абрам Маисович;
- Филатов, Александр Валерьевич;

## 1995
- Герасимова, Елена Викторовна;
- Костылева, Наталья Геннадьевна;
- Куринной, Игорь Игоревич;
- Лоповок, Сергей Ефимович;
- Маркарьян, Ашот Юрьевич;
- Посадсков, Евгений Леонидович;
- Радостева, Нина Николаевна;
- Смирнова, Инна Евгеньевна;
- Хасанов, Мурат Русланович;

## 1996
- Белов, Валерий Викторович;
- Габдулхаков, Ильдус Ахатович;
- Ивашина, Татьяна Алексеевна;
- Матвеева, Ольга Александровна;
- Фалеева, Оксана Анатольевна;

## 1997
- Волотова, Виктория Юрьевна;
- Гамзатханов, Магомедхан Аманулаевич;
- Герасимов, Константин Александрович;
- Герцанс, Наталья Яновна;
- Зюзин, Михаил Викторович;
- Озов, Мурат Нухович;

## 1998
- Емельянова, Ирина Витальевна;
- Захарова, Марина Ивановна;
- Казанцев, Михаил Геннадьевич;
- Меретуков, Сагид Марзаканович;

## 2000
- Альхаов, Схатбий Туркубиевич;
- Балачинский, Сурен Романович;
- Бондаренко, Анатолий Афанасьевич;
- Гареев, Халим Рашитович;
- Козицкий, Николай Михайлович;
- Ратов, Владислав Игоревич;
- Родина, Ирина Викторовна;
- Цеханавичюте, Раса Альгимантовна;
- Шишкин, Дмитрий Владимирович;

## 2001
- Афонина, Ирина Петровна;
- Клейна, Милана Викторовна;
- Котельникова, Елена Михайловна;
- Кузина, Юлия Валерьевна;
- Мартынов, Михаил Геннадьевич;
- Матюков, Сергей Васильевич;
- Павлова, Наталья Николаевна;
- Рахматуллин, Раис Халитович;

## 2002
- Болтенкова, Оксана Викторовна;
- Галянт, Светлана Алексеевна;
- Колесников, Сергей Викторович;
- Папушина, Татьяна Васильевна;

## 2003
- Биджосян, Армен Робертович;
- Глориозов, Евгений Леонидович;
- Задворнова, Елена Петровна;
- Лукичёв, Александр Васильевич;
- Максимов, Дмитрий Валерьевич;
- Смирнов, Сергей Александрович;

## 2004
- Жарков, Сергей Викторович.
- Ковригина, Марина Владимировна;
- Чирцова, Ольга Александровна;

## 2005
- Антипов, Максим Леонидович;
- Ковях, Николай Алексеевич;
- Кокорин, Михаил Васильевич;
- Мухин, Денис Владиславович;
- Семёнова, Юлия Юрьевна;
- Харитонов, Алексей Александрович.

## 2009
- Бондарева, Елена Борисовна;
- Шаров, Александр Валерьевич;
- Черноскулов, Альсим Леонидович;
- Хлыбов, Илья Евгеньевич;

## 2010
- Паньков, Александр Владимирович;
- Мирзоян, Сусанна Кареновна;
- Галиев, Венер Зайнуллович;
- Минаков, Виталий Викторович;

## 2011
- Кургинян, Эдуард Славикович;
- Лебедев, Дмитрий Александрович;

## 2012
- Клецков, Никита Валерьевич;
- Молчанова, Мария Владимировна;
- Осипенко, Артём Иванович;
- Давиденко, Иван Анатольевич;

## 2013
- Аверушкина, Светлана Егоровна;
- Куржев, Уали Рамазанович;
- Мохнаткина, Марина Юрьевна;
- Василевский, Вячеслав Николаевич;

## 2014
- Мудранов, Аслан Заудинович;
- Ханджян, Арсен Пениаминович;
- Балашова, Анна Викторовна;
- Сидельников, Кирилл Юрьевич;
- Сороноков, Валерий Владимирович;
- Михайлин, Вячеслав Вячеславович;
- Приказчиков, Владимир Александрович;
- Харитонова, Анна Игоревна;
- Стишак, Анатолий Александрович;
- Беглеров, Игорь Арифович;
- Давыдов, Денис Игоревич;
- Гасанханов, Шамиль Зайпулаевич;

## 2015
- Арутюнян, Гаянэ Вагинаковна;
- Гасанханов, Руслан Зайнулавович;
- Караулов, Василий Васильевич;
- Керимов, Мурад Курбанович;
- Кирюхин, Сергей Александрович;
- Лебедев, Илья Александрович;
- Рябова, Диана Владиславовна;

## 2016
- Елисеев, Дмитрий Михайлович
- Омоктуев, Баир Доржиевич;
- Захарцова, Ольга Викторовна;
- Шинкаренко, Анастасия Александровна:
- Валова, Анастасия Владимировна;

## 2017
- Уин, Виталий Юрьевич;
- Иванов, Алексей Романович;

## 2018
- Немков, Вадим Александрович;
- Балыков, Владимир Юрьевич;
- Рябов, Сергей Сергеевич;
- Хертек, Саян Калдар-оолович;
- Гольцов, Денис Александрович;
- Талдиев, Рустам Амерханович;

## 2019
- Багдасарян, Руслан Рудольфович;
- Кубарьков, Андрей Васильевич;
- Нестеров, Александр Николаевич;
- Асканаков, Родион Рафаилович;
- Оганисян, Давид Гагикович;
- Скрябин, Станислав Михайлович;

## 2020
- Григорян, Арам Саркисович;
- Оноприенко, Екатерина Андреевна;
- Хомячкова, Анастасия Михайловна;
- Дурыманов, Фёдор Александрович
- Казенюк, Татьяна Григорьевна;
- Березовский, Владимир Сергеевич
- Хабибулаев, Шейх-Мансур Ибрагимович;
- Куржев, Али Рамазанович
- Мохнаткин, Михаил Александрович;

## 2021
- Казарян, Самвел Ааронович;
- Кобенов, Степан Альбертович;
- Молдавский, Валентин Игоревич;
- Мухтарова, Гульфия Рубиновна;